# Molly Sims
Molly Sims, född 25 maj 1973 i Murray, Kentucky, är en amerikansk fotomodell och skådespelare. Hon har bland annat spelat Delinda Deline i TV-serien Las Vegas.

## Filmografi (urval)
- 2020 – The Wrong Missy
- 2009 – Fired Up
- 2009 – Rosa pantern 2
- 2008 – Yes Man
- 2007 – Jordan, rättsläkare
- 2004 – Starsky & Hutch
- 2003 – Las Vegas